# Synagoga w Adamowie
Synagoga w Adamowie – powstała przypuszczalnie w drugiej połowie XIX w. w związku z usamodzielnieniem się tutejszej gminy. Została zniszczona przez Niemców podczas II wojny światowej. Po wojnie nie została odbudowana.